# Lotta (inslagkrater)
Lotta is een inslagkrater op de planeet Venus. Lotta werd in 1985 genoemd naar Lotta, een Zweedse meisjesnaam.
De krater heeft een diameter van 11,8 kilometer en bevindt zich in het quadrangle Lakshmi Planum (V-7) in de laagvlakte Sedna Planitia.